# Henry Hawtrey
Henry Hawtrey (Reino Unido, 29 de junio de 1882-16 de noviembre de 1961) fue un atleta británico, especialista en la prueba de 5 millas en la que llegó a ser campeón olímpico en 1906.

## Carrera deportiva
En los JJ. OO. de Atenas 1906 ganó la medalla de oro en las 5 millas, llegando a meta por delante de los dos atletas suecos John Svanberg (plata) y Edward Dahl (bronce).